# كيوهي إينوكاي
كيوهي إينوكاي (بالإنجليزية: Kyohei Inukai)‏ هو فنان أمريكي، ولد في 1886، وتوفي في 1954.